# Archäologisches Museum der Stadt Iwaki
Das Archäologische Museum der Stadt Iwaki (jap. いわき市考古資料館, Iwaki-shi Kōko Shiryōkan, engl. Iwaki City Archaeological Museum) ist ein archäologisches Museum in Iwaki, in der Präfektur Fukushima, Japan. Das Museum stellt Fundstücke lokaler Ausgrabungen von der Steinzeit bis in die Gegenwart aus. 

## Ausstellungsschwerpunkte
- Ausgegrabene Keramiken und Töpfereiprodukte mit Bezug zur Geschichte der Stadt Iwaki und ihrer nähren Umgebung
- Ausgrabungsstücke aus fünf Grabhöhlen bei Nakata (中田横穴)[1][2]
- Lackabzug des Usuiso-Molluskenhaufens (薄磯貝塚断面) - Yayoi-Zeit